# Saliházi-árok
A Saliházi-árok a Kisalföldön ered, Komárom-Esztergom vármegyében, mintegy 260 méteres tengerszint feletti magasságban. A patak forrásától kezdve északi irányban halad, majd Kisbér Hánta elnevezésű településrészénél eléri a Concó-patakot.
A Saliházi-tó után beleömlik az Ácsteszéri-árok vize.
A Saliházi-árok vízgazdálkodási szempontból a Bakonyér és Concó Vízgyűjtő-tervezési alegység működési területét képezi.

## Part menti települések
- Aka
- Kisbér (Hánta)